# Jüdischer Friedhof (Meisenheim)

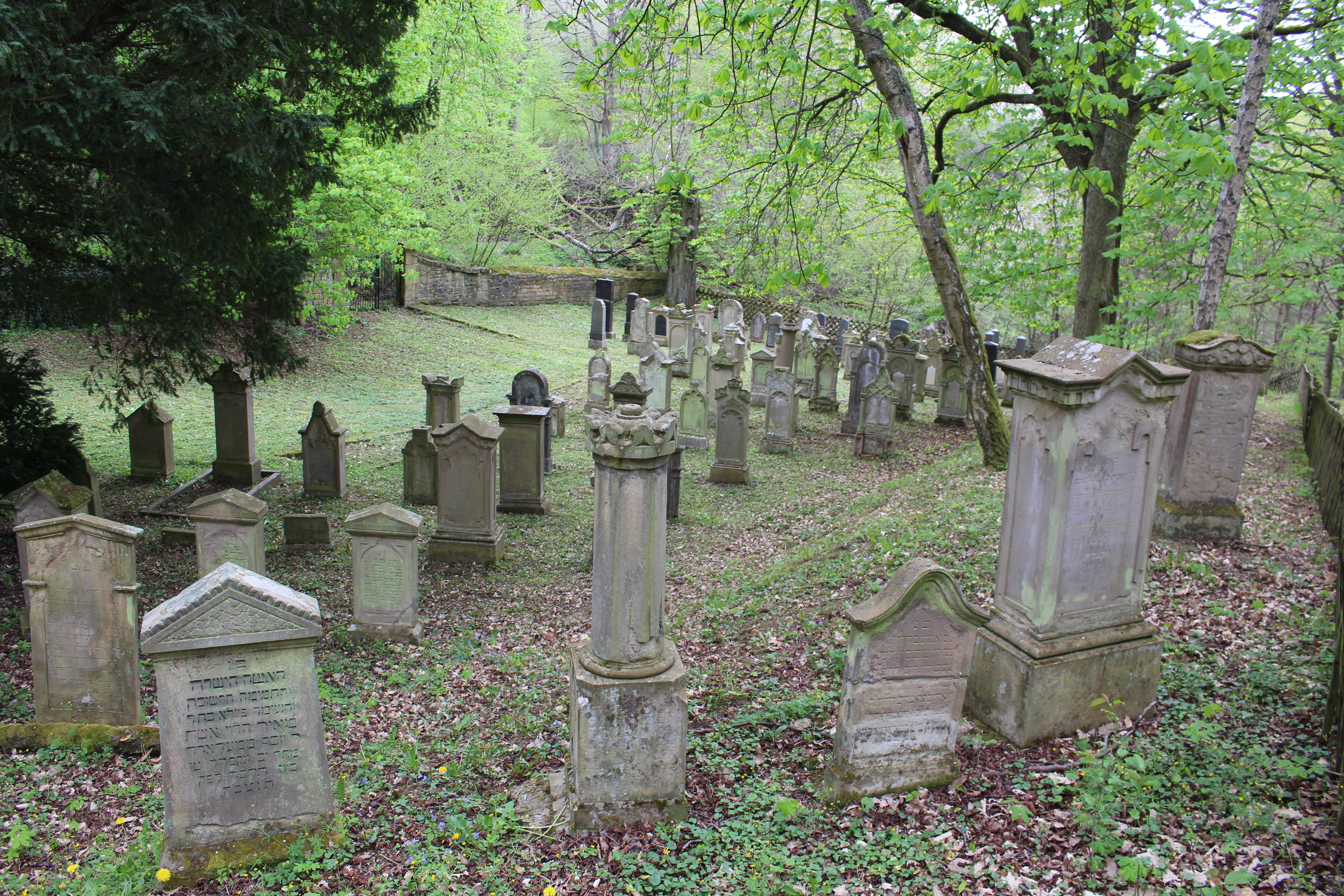
Jüdischer Friedhof von Meisenheim

Der Jüdische Friedhof Meisenheim ist ein Friedhof in Meisenheim im Landkreis Bad Kreuznach in Rheinland-Pfalz. Er steht seit dem 17. Oktober 1988 als schützenswertes Kulturdenkmal unter Denkmalschutz. Der gut erhaltene jüdische Friedhof befindet sich im sogenannten Bauwald, östlich der Straße von Meisenheim nach Rehborn.
Der älteste erhaltene Grabstein stammt aus dem Jahr 1725. Nach der Ausweisung 1557 waren wohl im Zuge der Peuplierungspolitik nach dem Dreißigjährigen Krieg wieder Juden im pfalz-zweibrückischen Amt Meisenheim ansässig geworden. 1859 wurde der Friedhof durch den Ankauf eines Nachbargrundstücks erweitert. Die letzte Bestattung erfolgte im Jahr 1938.

## Belege
1. ↑  1688 bereits 24 jüdische Haushalte im Amt Meisenheim nach Dieter Blinn: Das Fürstentum Pfalz-Zweibrücken hat eine jüdische Geschichte, in Charlotte Glück-Christmann (Hrsg.) / Thomas Wiercisnki, Bernhard Becker (Mitarb.): Die Wiege der Könige. 600 Jahre Herzogtum Pfalz-Zweibrücken, Zweibrücken 2010, 111–114, hier: 112
2. ↑  Vgl. ausführlicher Alemannia iudaica.